# Azione (statica)
In edilizia, un'azione  è una forza o una deformazione che agisce su una struttura portante.
Le azioni nascono durante l'esecuzione o durante l'utilizzazione di una costruzione e possono essere causate da diversi fattori.
La loro determinazione è fondamentale per il corretto dimensionamento di qualsiasi struttura portante.

## Classificazione

### In base alla natura delle azioni
- azioni biologiche (funghi, batteri, ...), che portano generalmente a un degrado della struttura e delle sue proprietà (resistenza, elasticità, estetica, ...)
- azioni chimiche (sostanze acide o basiche, sali, ...), che provocano corrosione e, generalmente, un degrado della struttura e delle sue proprietà
- azioni fisiche (variazione delle condizioni climatiche, come la temperatura o l'umidità), che generano forze interne e deformazioni
- azioni meccaniche (forze o carichi), che generano forze interne e deformazioni

### In base alla variazione nel tempo
- azioni permanenti G: azioni che agiscono per tutta la durata di vita della costruzione, come il peso proprio delle strutture portanti o il peso proprio delle strutture non portanti
- azioni variabili Q: azioni di intensità variabile nel tempo, come le azioni climatiche (neve, vento, ...) o il carico utile (persone, mezzi di trasporto, ...)
- azioni eccezionali A: azioni che nascono da eventi eccezionali, non prevedibili, come esplosioni, incendi o urti; generalmente sono di grande intensità
- azioni sismiche E: azioni conseguenti a un terremoto

In Svizzera le azioni sismiche sono trattate come azioni eccezionali.

### In base al loro effetto dinamico
- azioni statiche: esse non provocano una rilevante accelerazione della struttura portante
- azioni pseudo statiche: esse sono azioni dinamiche che possono essere rappresentate da un'azione statica equivalente
- azioni dinamiche: esse provocano una rilevante accelerazione della struttura portante